# Deus vult!

Deus Vult este mottoul Ordinului Sfântului Mormânt

Deus vult (uneori și Deus lo vult; în română: „Voia Domnului”, „Voia lui Dumnezeu” sau „Dumnezeu o vrea”) a fost strigătul (chemarea) latin al creștinilor la declararea Primei cruciade de către Papa Urban al II-lea la Conciliul de la Clermont, în anul 1095, atunci când Biserica orientală a solicitat ajutor împotriva invaziilor musulmane.
A fost, de asemenea și strigătul de luptă al lui Godefroy de Bouillon și al cavalerilor săi.
Deus lo vult este actuala deviză a Ordinului Sfântului Mormânt.

## Vezi și
- Strigăt de bătălie